# Charleston (Nouvelle-Zélande)
Charleston est une localité de la côte ouest, située dans l’Île du Sud de la Nouvelle-Zélande. Elle fut fondée comme une ville minière, lors la ruée vers l’or de 1867, et est maintenant un simple village d’aventure touristique, réputé pour ses grottes calcaires étendues et les expériences de spéléologie.

## Situation
La ville est localisée à 30 km au sud de la ville de Westport.

## Histoire

### William Fox
La ville de Charleston doit son origine au chercheur d’or William Fox. Né en Irlande vers 1826, le jeune homme devint marin, puis chercheur d’or. Il était sur les champs aurifères de la Californie vers les années 1850, puis sur ceux de la région de Victoria en Australie et sur le champ aurifère de « Tuapeka » en Otago en 1861.
En 1862, Bill Fox avait des activités de prospection dans le district Arrow, qui suscitaient beaucoup d’intérêt. En 1864, Fox voyagea en direction de la West Coast. Il prospecta largement à la recherche d’or et en découvrit initialement au niveau de la rivière « Fox Creek », un affluent du fleuve Arahuara, près de la ville d’Hokitika, en janvier 1865.
Selon l'historien local Les Wright, en juillet 1866, Fox organisa un voyage de prospection vers ce qui sera plus tard appelé la rivière Fox (en) mais n’y trouva pas d’or.
Il poursuivit 20 km vers le nord, sur le site, où sera plus tard la ville de Charleston, mais bien qu’il y trouvât de l’or dans le sable, il était trop fin pour être recueilli. Aussi Fox revint vers le sud en direction d’Ōkārito pour voir comment les mineurs extrayait l'or du sable fin.
En août 1866, alors que Fox était parti au-delà, la notion de champ de Pakihi ('Parkeese') prit forme , qui plus tard devint connu sous le nom de « champ aurifère de Charleston ».[incompréhensible]
Au début, les biens pour alimenter le secteur de « Parkeese », débarquaient à « Woodpecker Bay », rive sud de la rivière Fox et étaient acheminés sur 20 km vers le nord jusqu'au champ aurifère.
Puis le capitaine Charles Bonner s’arrangea pour amarrer le ketch le « Constant » dans une petite baie près de « Parkeese » et la ville qui se forma autour de ce nouveau site d’accostage, « Constant Bay», fut nommée « Charleston », probablement en son honneur. Reed (2002) indique que la communauté était à l’origine appelée plutôt « Charlie's Town », et ensuite « Charles Town », avant l’établissement du nouveau nom actuel de Charleston.
En novembre 1866, Fox fit un beau coup, qui le rendit riche, au niveau de la ville de Brighton (maintenant Tiromoana), à environ 10 miles au sud de Charleston, mais en mai 1867,une grève près de Charleston précipita la dernière ruée de la West Coast.
Brighton était au début une ville bien plus grosse que Charleston mais cette dernière dura plus longtemps et les deux endroits furent confondus.
En 1867, Brighton et ses environs avaient 53 hôtels alors que Charleston n’avait que 37 hôtels.
De 1975 à 1979, les restes d'environ 99 hôtels furent retrouvés par des collectionneurs d'anciennes bouteilles dans le secteur de Charleston, qui a ainsi été bien documenté, avec en particulier l’hôtel européen, qui fut le dernier hôtel à survivre mais qui fut détruit après les festivités du centenaire aux alentours de 1968.
La chaîne de magasins de chaussures Hannahs fut le tout premier magasin dans la ville de Charleston en 1867.
L’hôtel Marys à l’extrémité sud de la plage de 9 miles, située au nord de Charleston dite la « porte d’entrée de Charleston », fut aussi démoli aux alentours de l’année 1970.
Des mines à ciel ouvert ont remplacé les mines d’or de Charleston avec en particulier la « mine Mowarts » et plus tard, la « mine McGlockland », qui ont fourni du charbon pour la proche ville de Westport, mais l’or fut toujours exploité par des mines situées au niveau de l’extrémité sud de la plage des 9 miles jusqu’en 1970.
En 1990, les phoques venant de Cap Foulwind (près de Westport) se déplacèrent vers le sud en direction de la côte de Charleston et s’établirent au niveau de l’embouchure de « Brimalaw Creek » à environ 2 km au sud de « Constant Bay ».
Les épaves de trois bateaux, qui ont coulé dans le siècle passé, ont été localisées autour de l’embouchure de « Constant Bay » et de sa voisine « Joyce Bay », et l’on pense qu'ils datent de l’époque de la ruée vers l’or.
Charleston fut le site du premier bâtiment en ciment de la Nouvelle-Zélande : c'était une fabrique de beurre et une petite maison, qui siègent toujours à environ 3 km au sud de la ville de Charleston près de « Cake hill ».
La rivière Nile a toujours eu aussi des murs en ciment au niveau de l’ancien pont tournant, qui fut la route principale le long de la côte dans les années 1899.
Charleston est jonché de traces des activités anciennes de l’or et on peut voir les anciens puits de mines qui sont abandonnés partout dans le secteur.
Charleston a aussi des dépôts de charbon, d’argile, de sable qui ont tous été exploités par le biais des mines au cours des années.
Le maître de poste de Wellington obtint une promotion en étant nommé au bureau de poste de Charleston en 1867, ce qui représentait une réelle avancée dans sa carrière à cette époque.
L’école de Charleston fut déplacé au niveau de l’école de Westport (« Wesrport south school ») et la maison de l’ancien maître, toujours debout, était aussi le siège de la station de police et préalablement la prison de la ville.

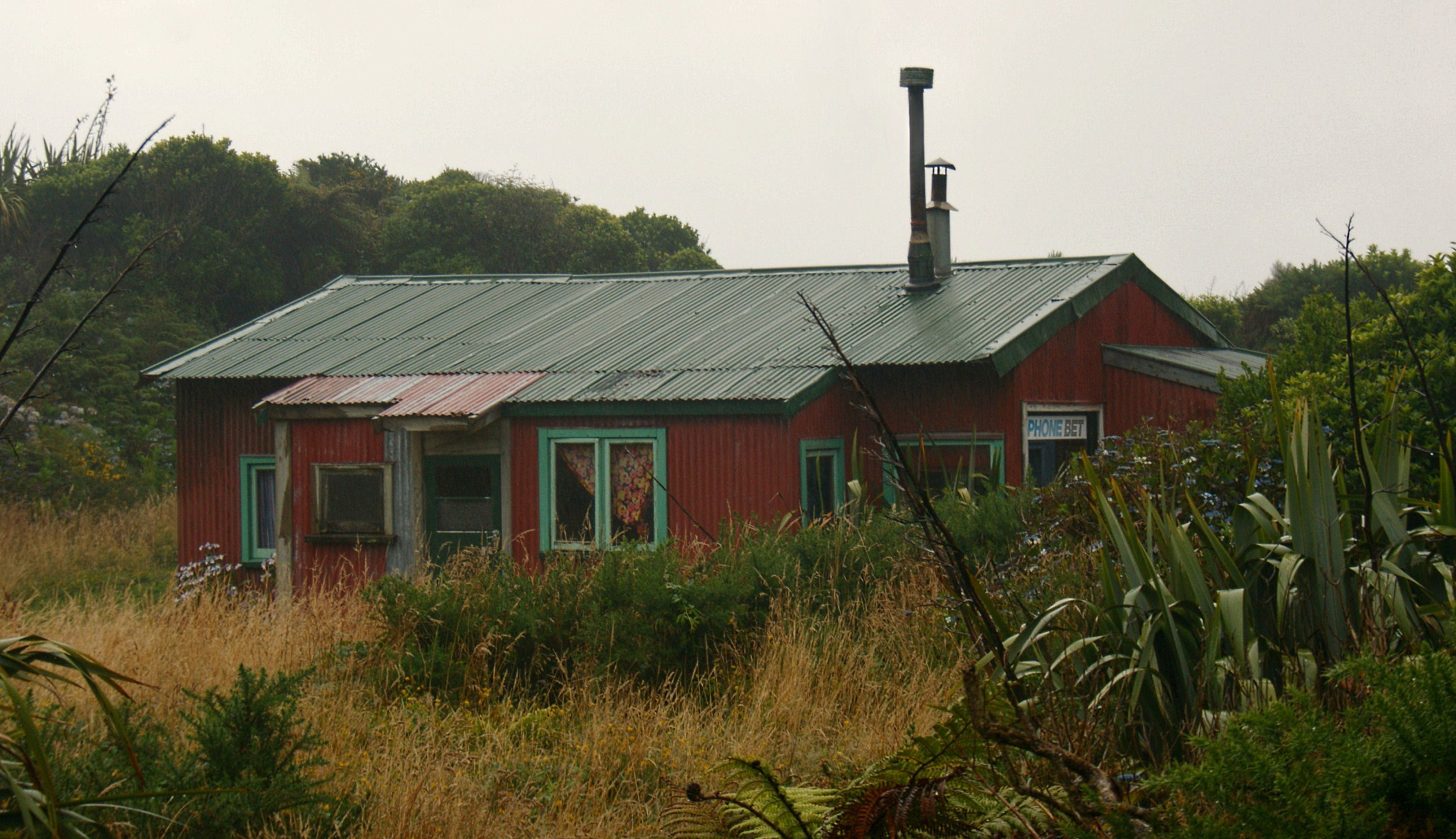
Cottage côtier au niveau de Charleston

## Population
La population de Charleston durant la ruée vers l’or, a souvent été exagérée, avec des mentions de 30 000 personnes ou même de 100 000 personnes.
Au pic de la ruée vers l’or, la population de l’ensemble de la « West Coast » était probablement de seulement 35 000 personnes.
Le recensement du début de l’année 1867, au maximum du rush de Charleston, montrait une population de 5 000 résidents fixes sur l’ensemble du champ aurifère de Charleston et de 6 000 résidents sur celui de Brighton, 10 miles plus au sud.

## Géographie
Le fleuve Waitakere émerge juste au nord de Charleston à partir d’une zone riche en calcaire avec des falaises et des grottes multiples.
L’exploration des grottes et les balades en rafting fonctionnent à partir de Charleston dans la vallée de la rivière Nile, comprenant un circuit court en tram de campagne dans le bush pour une partie du transport.
La rivière Fox, à 30 km au sud de la ville de Charleston est dénommée d’après William Fox.

## Tourisme
Des visites guidées de la grotte de Metro / Te Ananui (en) sont assurées depuis Charleston et remontent la vallée de la rivière Nile.